# Silvertown
Silvertown is een wijk in het Londense bestuurlijke gebied London Borough of Newham, in het oosten van de Britse metropool Groot-Londen.
Het voormalige haven- en industriegebied Royal Docks wordt begin 21e eeuw herontwikkeld tot woon- en werkgebied met duizenden nieuwe woningen.
In Silvertown bevinden zich de DLR-stations West Silvertown en Pontoon Dock. In de directe nabijheid ligt het station Custom House for ExCeL, dat sinds 2022 tevens een station aan de zuidoostelijke tak van de Elizabeth line is.

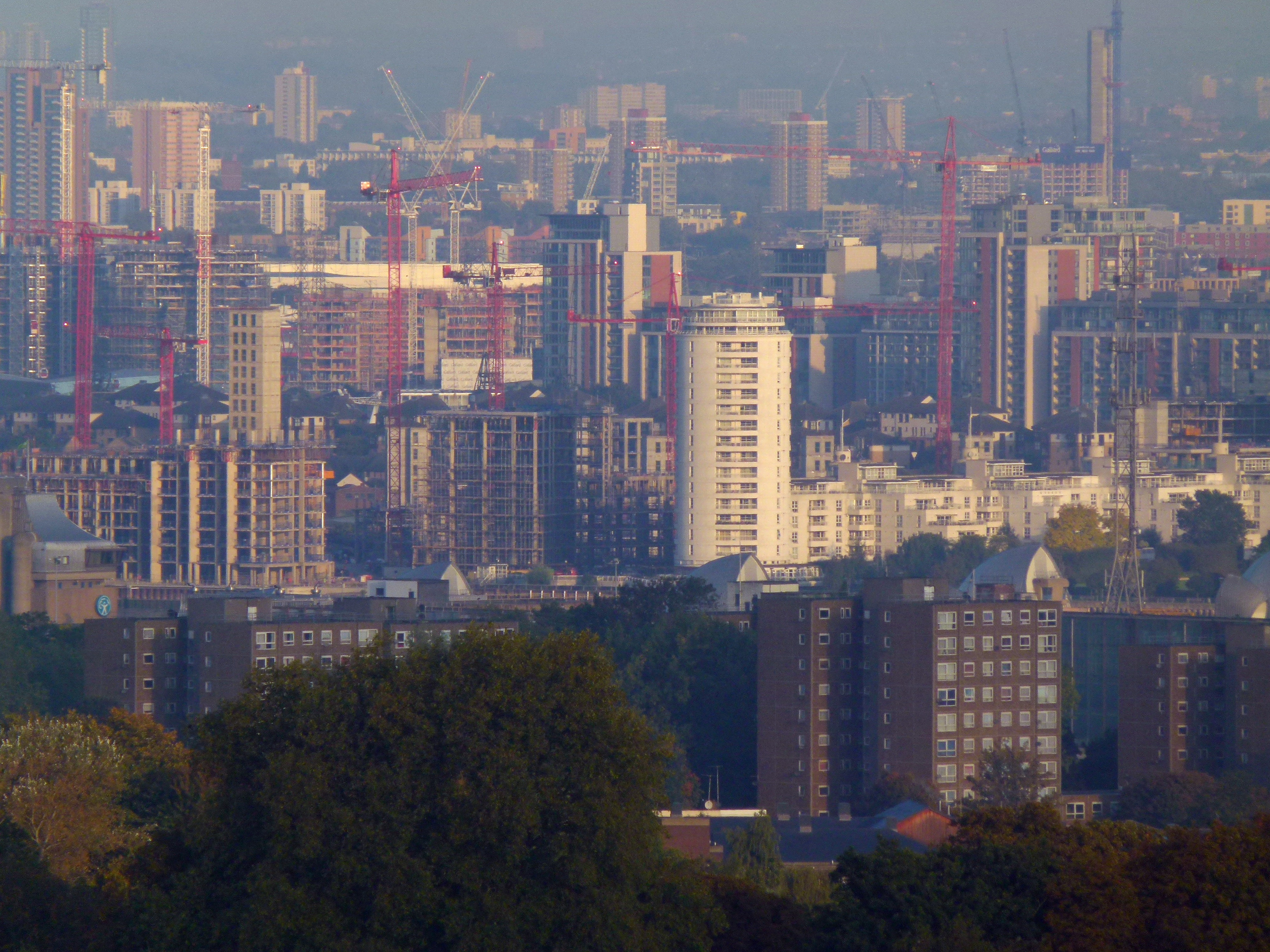
Massale bouwactiviteit in Silvertown, 2015